# Enriquillo Sánchez Mulet
Enriquillo Sánchez Mulet (* 25. August 1947 in Santo Domingo; † 13. Juli 2004) war ein dominikanischer Schriftsteller, Journalist und Hochschullehrer.
Sánchez besuchte das Instituto Escuela, setzte seine Ausbildung in Puerto Rico, Kanada und Frankreich fort und studierte Literatur an der Universidad Autónoma de Santo Domingo, wo er als  Professor unterrichtete und Mitglied des Centro de Estudios de la Realidad Dominicana war. Neben Miguel Alfonseca und  René del Risco Bermúdez gehörte er zur Gruppe El Puño. Mit Guillermo Piña Conteras gründete er 1976 die Zeitschrift ¡Ahora! für Literatur und nationale Kultur, die er von 1977 bis zur Einstellung 1979 allein leitete. Eine Auswahl seiner zahlreichen Zeitungsartikel veröffentlichte er in dem Band Para uso oficial solamente.
1966 und 1971 gewann Sánchez Auszeichnungen bei den Wettbewerben La Máscara. Ebenfalls 1966 erhielt er beim ersten Wettbewerb der dominikanischen Prosaautoren eine ehrende Erwähnung, den Ersten Preis für Lyrik des Movimiento Cultural Dominicano sowie den Zweiten Preis für Lyrik und Prosa der Zeitschrift La Noticia. 1983 wurde er mit dem Premio Anual de Poesía Salomé Ureña de Henríquez und 1985 in Nicaragua mit dem Premio Rubén Darío ausgezeichnet.

## Werke
- Epicentro de la bruma, 1966
- Un paso adelante, dos atrás, 1968
- Teatro para una inacabable cacería, 1971
- Pájaro dentro de la lluvia, 1983
- Sherif (c)on ice cream soda, 1985
- Convicto y confeso, 1991
- Musiquito, 1993
- Memoria del azar 1996
- Germán E. Ornes: Una vida para la libertad, 1999
- Para uso oficial solamente, 2000
- Rayada de pez como la noche: cuentos completos, Santo 2006